# Reforma Azul
El Movimiento de Reforma de Finlandia (en finés: Korjausliike), antes conocido como Reforma Azul (en finés: Sininen tulevaisuus; en sueco: Blå framtid, ambos literalmente Futuro azul) fue un partido político conservador finlandés.
Fue fundado por 19 parlamentarios que abandonaron el Partido de los Finlandeses el 13 de junio de 2017 en protesta contra la elección de Jussi Halla-aho como líder del partido. El nuevo grupo parlamentario de estos diputados fue inicialmente llamado Nueva Alternativa (en finés: Uusi vaihtoehto, uv; en sueco: Nytt alternativ, na). El cambio de nombre del partido fue anunciado el 19 de junio. La asociación de este nombre fue registrado oficialmente el 3 de julio de 2017.
El partido estuvo presidido por Sampo Terho, el ministro para Asuntos Europeos, Cultura y Deporte, hasta junio de 2019. También fue integrada por todos los otros ministros del gobierno que eran anteriormente miembros del Partido de los Finlandeses: Timo Soini, Jussi Niinistö, Jari Lindström y Pirkko Mattila. Fue uno de los tres partidos que conformó el gabinete de Sipilä hasta su dimisión el 8 de marzo de 2019.
El partido perdió todos los escaños en la elección parlamentaria de 2019. En abril de 2022, cambió su nombre a Korjausliike, cuya traducción oficial al inglés es Finnish Reform Movement (Movimento de Reforma de Finlandia). Luego de dos elecciones parlamentarias consecutivas sin lograr obtener escaños fue eliminado del registro oficial de partidos en 2023, siendo disuelto dos meses después tras una reunión de sus miembros.

## Historia

### Partido de los Finlandeses
Reforma Azul se originó del Partido de los Finlandeses, fundado por Timo Soini, Raimo Vistbacka, Urpo Leppänen y Kari Bärlund en 1995. Tomó algún tiempo antes que el Partido de los Finlandeses ganara terreno en las elecciones finlandesas y el único parlamentario del partido fue Vistbacka hasta 2003. En 2003, el partido ganó tres escaños: además de Vistbacka, Soini y Tony Halme fueron elegidos. Soini se convirtió en el líder del partido en 1997 y estuvo por veinte años hasta 2017. El partido lentamente fue ganando espacio, pero finalmente tuvo un aumento excepcional en la elección de 2011, cuando el partido obtuvo 39 escaños, convirtiéndose en el tercer partido más grande del parlamento y el principal partido de oposición. En la elección de 2015, el Partido de los Finlandeses alcanzó la posición del segundo partido más grande en el parlamento con 38 parlamentarios. El Partido de los Finlandeses posteriormente entró a un gobierno de coalición con el Partido del Centro y el Partido de Coalición Nacional, dirigido por el primer ministro Juha Sipilä.
En marzo de 2017, Soini anunció que daría un paso al costado como líder en el siguiente congreso del partido. En junio de 2017, Jussi Halla-aho y Sampo Terho se enfrentaron en la elección por el liderazgo, en la cual Halla-aho recibió 949 votos contra 646 votos de Terho y así reemplazó a Soini como presidente del partido. Prontamente, Sipilä y el ministro de Hacienda, Petteri Orpo, anunciaron que no continuarían su coalición con el Partido de los Finlandeses si estaba dirigido por Halla-aho.
El 13 de junio de 2017, 20 miembros del Partido de los Finlandeses, incluyendo Soini y Terho, dejaron su grupo parlamentario para formar el grupo parlamentario Nueva Alternativa (en finés: Uusi vaihtoehto (uv), en sueco: Nytt alternativ (na)). La decisión vino después de la elección de Halla-aho, quién había recibido críticas desde dentro como fuera del Partido por sus visiones estrictas sobre la inmigración. El parlamentario Simon Elo fue escogido para liderar el grupo por un tiempo. A la vez que el Partido de los Finlandeses de Halla-aho fue expulsado del gobierno finlandés, la Nueva Alternativa continuó como miembro de la coalición de gobierno.

### Formación

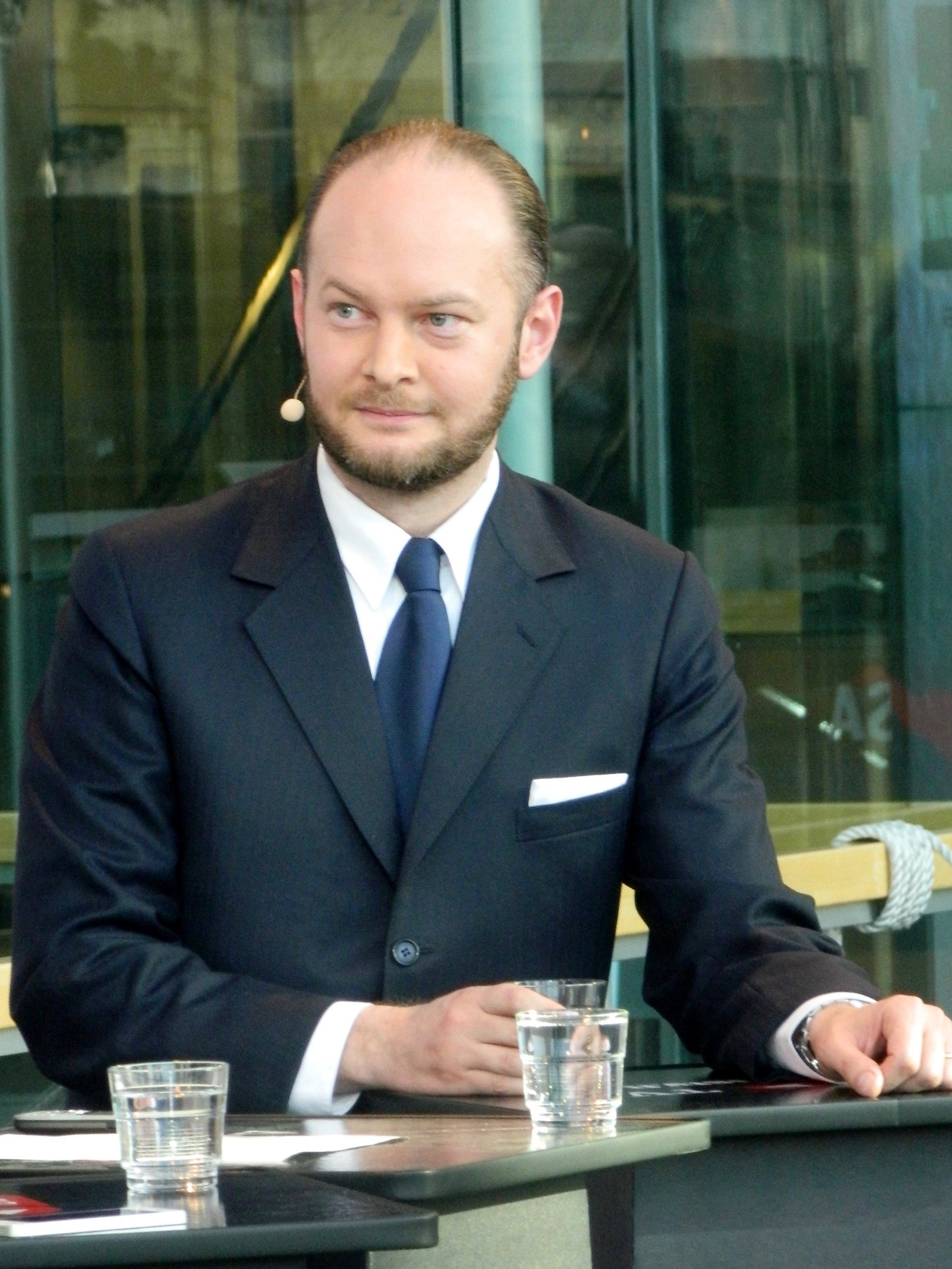
El primer presidente del partido, Sampo Terho.

El 19 de junio de 2017, Sampo Terho anunció que se formaría un partido nuevo basado en el grupo parlamentario de Nueva Alternativa bajo el nombre Reforma Azul. El grupo parlamentario sufrió algunos cambios, como el del 22 de junio de 2017, cuando Ritva Elomaa dejó el grupo para volver a integrar el Partido de los Finlandeses, con lo cual el grupo quedó con 19 miembros. El 30 de junio de 2017, Hanna Mäntylä dejó el Parlamento para trabajar para el Consejo de Europa y ella fue reemplazada por el diputado sustituto Matti Torvinen (el candidato ubicado más alto entre los no electos del Partido de los Finlandeses). Posteriormente, Torvinen dejó el Partido de los Finlandeses y se unió a la Nueva Alternativa.
El 15 de noviembre de 2017, Reforma Azul fue oficialmente registrado como partido político. La primera convención de partido se organizó el 16 de diciembre de 2017, eligiendo a Terho como el primer presidente del partido y al parlamentario Matti Torvinen como el secretario del partido.
La popularidad del partido fue disminuyendo con el paso del gobierno de Sipilä. Por ejemplo, según una encuesta de opinión del periódico Helsingin Sanomat realizada en mayo de 2018, la Reforma Azul tuvo un apoyo popular de 1,7%, haciéndolo el grupo menos popular entre los representados en el Parlamento de Finlandia. El partido también sufrió dos deserciones, cuando el diputado Kaj Turunen desertó al Partido Coalición Nacional en abril de 2018 y la diputada Maria Lohela al Movimiento Ahora en enero de 2019.
El 8 de marzo de 2019, Juha Sipilä le pidió al Presidente de Finlandia, Sauli Niinistö, que disolviera el gabinete, debido al fracaso de lograr acuerdo en la polémica reforma de atención sanitaria. El gabinete se disolvió ese día pero se le pidió que continuara como gobierno provisional hasta que se formara un nuevo gobierno.

### Salida del Parlamento
Reforma Azul participó en la elección parlamentaria del 14 de abril de 2019, pero falló en conseguir escaños. Terho aseguró que después de la elección el partido continuaría con sus operaciones, ya que, todavía tenía múltiples representantes en los consejos locales.
El 3 de mayo de 2019, Terho anunció daría un paso al costado como líder de Reforma Azul en junio de 2019. El 8 de junio de 2019, Kari Kulmala fue elegido como el nuevo presidente. En septiembre de 2021, Petri Roininen, director corporativo de Investors House, fue elegido nuevo presidente del partido.

## Política
Reforma Azul afirmaba que quería una sociedad que fomentara que las personas trabajen, para fundar negocios y para preocuparse de los otros y que asegure la existencia de cada ciudadano. El partido también respetaba los valores familiares y decía que "el único grupo de interés que funciona es la gente de Finlandia". Además, Reforma Azul decía respetar los derechos humanos y denunciar todo tipo de odio hacia los seres humanos.
El nombre "Reforma Azul" significaba estabilidad, paz, reformismo, efectividad y patriotismo.

## Resultados electorales

### Parlamento de Finlandia
| Elección | Escaños | Votos  | Votos |
| -------- | ------- | ------ | ----- |
| 2019     | 0       | 29.943 | 0,97% |
| 2023     | 0       | 1.357  | 0,04% |

### Concejos municipales
| Elección | Concejales | Votos | Votos |
| -------- | ---------- | ----- | ----- |
| 2021     | 4          | 1.197 | 0,00% |